# Flavicorniculum multisetosum
Flavicorniculum multisetosum är en tvåvingeart som beskrevs av Chao och Shi 1981. Flavicorniculum multisetosum ingår i släktet Flavicorniculum och familjen parasitflugor. Inga underarter finns listade i Catalogue of Life.